# ジョルディ・サバテール・ピ
ジョルディ・サバテール・ピ（カタルーニャ語: Jordi Sabater Pi, 1922年8月2日 - 2009年8月5日）は、スペイン・バルセロナ出身の霊長類学者（動物学者）。「チンパンジーによる道具の使用」など、いくつかの種による文化的行動についての研究で知られている。

## 経歴

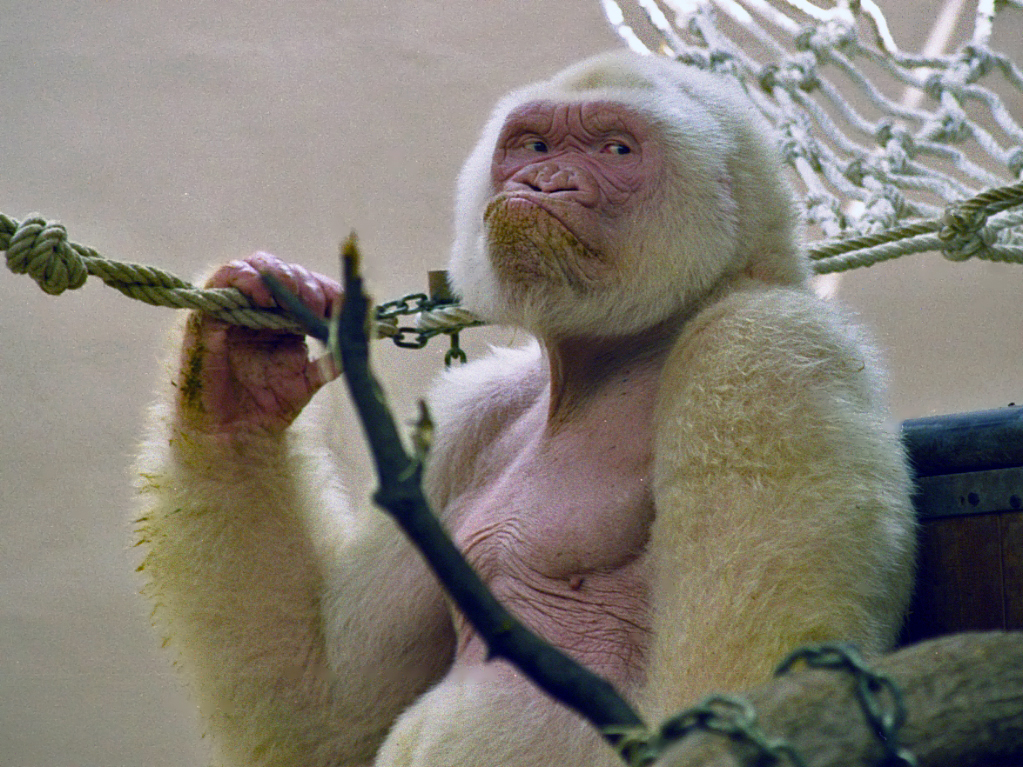
「コピート・デ・ニエベ」

1922年8月2日にカタルーニャ地方のバルセロナに生まれ、バルセロナ大学で学んだ。
1940年から1969年まではスペインの海外州だったスペイン領ギニア（英語版、現在の赤道ギニア）に生活基盤を置いており、当時はまだ知られていなかった現地の文化や動物種を研究した。バルセロナ動物園のキュレーターとして、『ナショナルジオグラフィック』誌の助成金を得て研究をつづけた。1966年10月には、アルビノのニシローランドゴリラを現地民から15000ペセタで購入し、バルセロナ動物園に連れて帰った。「コピート・デ・ニエベ」（小さな雪片）と名付けられたこの個体は、バルセロナ動物園を象徴する存在となり、死去する2003年まで飼育された。
1968年10月にスペイン領ギニアがスペインからの独立を宣言して赤道ギニアが成立すると、サバテールは1969年にスペインに帰国した。1976年にはバルセロナ大学心理学部にスペインで初めて生物学の科目が設置され、サバテールは生物学の教授となった。スペインにおける動物行動学や霊長類学の研究の先駆者となり、1987年にはバルセロナ大学の名誉教授となった。教え子にはジョアキン・ベア・バロー、マシュー・エスコバル・アリアガ、モンセラート・コレイ・ミモーなどがおり、バルセロナ大学やマドリード自治大学などで研究を行っている。
1993年にはスペイン霊長類協会から推薦を受け、マドリード・コンプルテンセ大学から名誉博士号を授与された。またバルセロナ大学からも名誉博士号を授与されている。2000年にはカタルーニャ州政府からサン・ジョルディ十字勲章を授与された。京都賞のノミネート経験もある。